# Softer, Softest
Softer, Softest – ostatni singel z płyty Live Through This grungowego zespołu Hole. Jest to czwarty singel z tego albumu. Michael Stipe, wokalista zespołu R.E.M., utwór Softer, Softest uważa za swój ulubiony z dorobku Hole.

## Lista utworów
1. „Softer, Softest” – 3:27
2. „He Hit Me (And It Felt Like A Kiss)” (Unplugged) – 3:45
3. „Miss World” (Live) – 3:52
4. „Teenage Whore” (Live) – 2:28
5. „Hungry Like The Wolf” (Live) – 1:25

## Miejsce na listach przebojów
| Rok  | Single            | Lista              | Pozycja na liście |
| ---- | ----------------- | ------------------ | ----------------- |
| 1995 | „Softer, Softest” | Modern Rock Tracks | #32               |